# Lithophane cinerea
Lithophane cinerea là một loài bướm đêm trong họ Noctuidae.